# Orbione halipori
Orbione halipori är en kräftdjursart som beskrevs av Hugo Frederik Nierstrasz och Brender à Brandis 1923. Orbione halipori ingår i släktet Orbione och familjen Bopyridae. Inga underarter finns listade i Catalogue of Life.